# 坪坝镇 (城口县)
坪坝镇，是中华人民共和国重庆市城口县下辖的一个乡镇级行政单位。

## 行政区划
坪坝镇下辖以下地区：
坪坝镇社区、丰田村、议学村、瓦房村、前进村、三湾村、光明村、聚马村和新华村。